# Файанс (кантон)
Файанс (фр. Fayence) — упразднённый кантон на юго-востоке Франции, в регионе Прованс — Альпы — Лазурный Берег (департамент — Вар, округ — Драгиньян).

## Состав кантона
До марта 2015 года включал в себя 8 коммун, площадь кантона — 358,96 км², население — 23 397 человек (2010), плотность населения — 65,18 чел/км².
| Коммуна          | Французское название | Площадь, км² | Население, чел. (2012) |
| ---------------- | -------------------- | ------------ | ---------------------- |
| Кальян           | Callian              | 25,42        | 3 346                  |
| Мон              | Mons                 | 76,63        | 866                    |
| Монтору          | Montauroux           | 33,54        | 6 019                  |
| Сейан            | Seillans             | 88,66        | 2 489                  |
| Сен-Поль-ан-Форе | Saint-Paul-en-Forêt  | 20,26        | 1 733                  |
| Таннерон         | Tanneron             | 52,78        | 1 460                  |
| Туррет           | Tourrettes           | 33,99        | 2 823                  |
| Файанс           | Fayence              | 27,68        | 5 460                  |

29 марта 2015 года кантон официально упразднён согласно директиве от 27 февраля 2014, а коммуны вошли в состав вновь созданного кантона Рокбрюн-сюр-Аржан.